# Шон Торнтон
Шон Торнтон (англ. Shawn Thornton; нар. 23 липня 1977, Ошава, Канада) — канадський хокеїст, правий/лівий нападник.
Виступав за «Пітерборо Пітс» (ОХЛ), «Сент-Джонс Мейпл-Ліфс» (АХЛ), «Норфолк Едміралс» (АХЛ), «Чикаго Блекгокс», «Портленд Пайретс» (АХЛ), «Анагайм Дакс», «Бостон Брюїнс» і «Флорида Пантерс».
В чемпіонатах НХЛ — 705 матчів (45+60), у турнірах Кубка Стенлі — 105 матчів (1+6).
Досягнення
- Володар Кубка Стенлі (2007, 2011).